# Lisa's Wedding
"Lisa's Wedding" ' är avsnitt 19 från säsong 6 av Simpsons och sändes 19 mars 1995. I avsnittet besöker Lisa Simpson en spådam och får veta sanningen om sitt stundande bröllop, den 1 augusti 2010. Avsnittet skrevs av Greg Daniels och regisserades av Jim Reardon. I avsnittet gästskådespelar Mandy Patinkin rollen som Hugh Parkfield och Phil Hartman som Troy McClure. Avsnittet vann en Emmy Award under 1995 för "Outstanding Animated Program (For Programming less than One Hour)", och blev den tredje avsnittet av Simpsons att vinna priset.

## Handling
Avsnittet inleds med att familjen besöker en renässansmässa. Lisa följer med Homer men han tröttnar snart på henne och hittar ett stånd med en spådam som förutspår framtiden. Lisa är först skeptisk, men blir sen övertalad av spådamen att låta henne få se sin framtid. Med hjälp av en tarotkortlek förutspår damen Lisas första bröllop.
Lisa får reda på att hon kommer träffa sin kärlek när hon under 2010 studerar på ett universitet (då avsnittet sändes var det 15 år fram i tiden) där Lisa är 23 år och träffar en brittisk student,  Hugh Parkfield. Först blir Lisa irriterad på honom då han alltid vill göra samma saker som hon, men de blir till slut kära, då båda inser att de är lika duktiga i skolan och delar samma intressen. Hugh tar efter att utbildningen är avslutad med Lisa hem till England där hon träffar hans föräldrar. Där friar Hugh till Lisa, vilket hon genast godtar.
Lisa berättar via bildtelefon nyheten för Marge, där Marge lovar henne att hon kommer att hindra Homer från att förstöra bröllopet. I Springfield är Marge är fortfarande hemmafru, Bart arbetar med att demolera byggnader och Maggie är en tonåring som pratar nästan hela tiden helt oavbrutet även om hon aldrig säger något i avsnittet. Homer arbetar fortfarande  på Springfields kärnkraftverk i sektor 7G, men nu med Milhouse som sin chef. Det visar sig också att denne haft en relation med Lisa. Lisa och Hugh kommer till Springfield och Lisa är orolig över vad Hugh ska tycka om hennes familj. Det blir en dålig start när Bart och Homer råkar bränna upp Union Jack, som de hängt upp på familjens flaggstång.
Efter middagen provar Lisa ut sin bröllopsklänning och Homer tar med Hugh till Moe's Tavern där Homer ger honom manschettknappar föreställande grisar som familjen har som tradition att bära under ett bröllop för att alla Simpsons män har slitna ?? på sin bröllopsdag. Homer ber honom att fortsätta traditionen. Hugh går motvilligt med på att bära dem under bröllopet. Trots allt håller Hugh humöret uppe och det blir en ny dag och dags för bröllopet. På dagen upptäcker Lisa att Homer fått tillbaka manschettknapparna och frågar ut Hugh som talar om att han är irriterad på familjen och blir glad över att få slippa dem sedan de åkt tillbaka till England. Lisa inser att hon inte vill gifta sig med någon som inte accepterar hennes familj och lämnar bröllopsceremonin utan att gifta sig.
Spådamen avslutar med att Hugh åker tillbaka till England för att aldrig träffa Lisa igen. Lisa frågar hur hon kan ändra framtiden, men spådamen säger att det inte går att göra, men hon bör se överraskad ut då det är dags. Lisa försöker då få reda på när hon finner den hon gifter sig med men spådamen vill inte berätta det. Lisa lämnar ståndet och träffar Homer igen. Han berättar om sin dag för Lisa, vilket hon lyssnar på.

## Produktion
Avsnittets ursprung kommer från James L. Brooks som berättade för David Mirkin om att han har en idé om att familjen åker till framtiden och Lisa möter den perfekta killen, som i sin tur kan acceptera hennes familj
. Brooks trodde att det skulle vara svårt att skriva ett bra manus och gav uppdraget till Greg Daniels som senare har sagt att det var ett av de enklaste avsnitten. Den del som omfattar manschettknappar var inte med i det ursprungliga manuset men lades till för att visa något som fick Hugh att tröttna på familjen. Under creditlistan i slutet spelas en renässansversion av ledmotivet, framförd av Alf Clausen. När man ritar avsnittet använder men mallar, men i detta var man tvungen att göra om det eftersom det utspelar sig i framtiden. Natthimlen är gjord med en mer rödaktig färg för att visa hur mer världen skulle vara förorenad under 2010. Nancy Cartwright som gör rösten till Bart är mörkare och förändrades med hjälp av datorn. Detta var det första avsnittet i serien som till stor del utspelar sig i framtiden, den andra är "Bart to the Future" där man får reda på att Lisa efter det misslyckade bröllopet blir president i USA. 

## Kulturella referenser
I avsnittet görs en referens till Jim Carrey och att han gjort 40 klassiska filmer och att bara få uppskattar de, i avsnittet Lisa och Hugh. Enligt David Mirkin är detta en hänvsning att på den tiden som avsnittet gjordes fick Jim Carrey stora roller men fick sällan respekt som skådespelare.  Ljudet som kommer från bilarna i avsnittet är desamma som används i Jetsons, och ljudet över kommunikationsradion kommer från Star Trek. I avsnittet har ABC bildat TV-bolaget CNNBCBS och Fox har blivit en porrkanal. Namnet Hugh Parkfield är en parodi på skådespelaren Hugh Grant  och inledningen på romansen liknar den i Love Story. Martin Prince's bortgång är en parodi på Fantomen på Operan och han spelar "A Fifth of Beethoven" som är en diskoversion av Ödessymfonin.

## Mottagande
"Lisa's Wedding" vann en Emmy Award under 1995 för "Outstanding Animated Program (For Programming less than One Hour)", och blev den tredje avsnittet av Simpsons som vann den kategorin. Avsnittet jämförs ofta med "Lisa's Substitute" som en av de större avsnitten med Lisa. Enligt Entertainment Weekly är Patinkin en av de bästa gästkådespelarna i TV-serien. The Daily Telegraph anser att detta är ett av de tio bästa Simpsons-avsnitten. På hennes bröllopsdag, den 1 augusti 2010 blev "Lisa Simpson" det mest skrivna ordet på Twitter, den dagen som bröllopet utspelar sig på.